# Damnation (jeu vidéo)
Pour les articles homonymes, voir Damnation.
Damnation est un jeu vidéo d'action sorti en 2009 sur PC, Xbox 360, PlayStation 3, développé par Blue Omega Entertainment et édité par Codemasters. Son univers mêle western et steampunk.

## Accueil
- GameSpot : 3,5/10[1]
- IGN : 2,5/10[2]
- Jeuxvideo.com : 8/20[3]